# Diplosiphon linius
Diplosiphon linius är en plattmaskart som beskrevs av Timoshkin OA och Kawakatsu M 1996. Diplosiphon linius ingår i släktet Diplosiphon och familjen Rhynchokarlingiidae. Inga underarter finns listade i Catalogue of Life.